# Nacht van de Atletiek 2013
De Nacht van de Atletiek 2013 was een atletiektoernooi dat op 13 juli 2013 plaatsvond. Deze wedstrijd werd gehouden in het Stadion De Veen in Heusden.

## Uitslagen

### Hoofdprogramma

#### Mannen

##### 200 m
| rang   | atleet           | land | prestatie (tijd) |
| ------ | ---------------- | ---- | ---------------- |
| Goud   | Steven Colvert   | IRL  | 20,87 s SB       |
| Zilver | Obakeng Ngwigwa  | BOT  | 21,07 s SB       |
| Brons  | Dennis Spillekom | NED  | 21,15 s          |

##### 400 m
| rang   | atleet          | land | prestatie (tijd) |
| ------ | --------------- | ---- | ---------------- |
| Goud   | David Verburg   | USA  | 45,43 s          |
| Zilver | Kind Butler     | USA  | 45,50 s          |
| Brons  | Jonathan Borlée | BEL  | 45,62 s          |

##### 800 m
Serie A
| rang   | atleet             | land | prestatie (tijd) |
| ------ | ------------------ | ---- | ---------------- |
| Goud   | Abdulaziz Mohammed | KSA  | 1.44,36 PB       |
| Zilver | Charles Jock       | USA  | 1.45,84          |
| Brons  | Alex Rowe          | AUS  | 1.46,01          |

Serie B
| rang   | atleet            | land | prestatie (tijd) |
| ------ | ----------------- | ---- | ---------------- |
| Goud   | Casimir Loxsom    | USA  | 1.45,98 SB       |
| Zilver | Gideon Kipngetich | KEN  | 1.46,38 PB       |
| Brons  | Jamaal James      | TRI  | 1.47,11 SB       |

##### 1500 m
Serie A
| rang   | atleet            | land | prestatie (tijd) |
| ------ | ----------------- | ---- | ---------------- |
| Goud   | Jordan McNamara   | USA  | 3.35,39          |
| Zilver | David Bustos      | ESP  | 3.35,69 SB       |
| Brons  | Abdalaati Iguider | MAR  | 3.35,74          |

Serie B
| rang   | atleet       | land | prestatie (tijd) |
| ------ | ------------ | ---- | ---------------- |
| Goud   | Matt Elliott | USA  | 3.37,07 SB       |
| Zilver | Aman Kadi    | ETH  | 3.37,54          |
| Brons  | Kim Ruell    | BEL  | 3.37,62 PB       |

##### 5000 m
Serie A
| rang   | atleet          | land | prestatie (tijd) |
| ------ | --------------- | ---- | ---------------- |
| Goud   | Albert Rop      | BRN  | 12.59,43 NR      |
| Zilver | Ben St Lawrence | AUS  | 13.10,83 SB      |
| Brons  | Ben True        | USA  | 13.11,59 PB      |

Serie B
| rang   | atleet           | land | prestatie (tijd) |
| ------ | ---------------- | ---- | ---------------- |
| Goud   | Meshack Letim    | KEN  | 13.27,33 PB      |
| Zilver | Elliott Heath    | USA  | 13.27,60 SB      |
| Brons  | Maverick Darling | USA  | 13.27,93 PB      |

##### 400 m (Triatlon)
| rang   | atleet             | land | prestatie (tijd) | punten (triatlon) |
| ------ | ------------------ | ---- | ---------------- | ----------------- |
| Goud   | Eelco Sintnicolaas | NED  | 67,23 s          | 882 p             |
| Zilver | Andrej Krawtsjanka | BLR  | 62,17 s PB       | 854 p             |
| Brons  | Mikhail Logvinenko | RUS  | 61,82 s SB       | 840 p             |

##### Verspringen (Triatlon)
| rang   | atleet             | land | prestatie (afstand) | punten (triatlon) |
| ------ | ------------------ | ---- | ------------------- | ----------------- |
| Goud   | Andrej Krawtsjanka | BLR  | 7,53 m              | 942 p             |
| Zilver | Ingmar Vos         | NED  | 7,30 m              | 886 p             |
| Brons  | Mikhail Logvinenko | RUS  | 7,07 m              | 830 p             |

##### Speerwerpen (Triatlon)
| rang   | atleet             | land | prestatie (afstand) | punten (triatlon) |
| ------ | ------------------ | ---- | ------------------- | ----------------- |
| Goud   | Arne Broeders      | BEL  | 67,23 m PB          | 847 p             |
| Zilver | Andrej Krawtsjanka | BLR  | 62,17 m             | 771 p             |
| Brons  | Ingmar Vos         | NED  | 61,82 m SB          | 765 p             |

##### Uitslag triatlon
| rang   | atleet             | land | prestatie (punten) |
| ------ | ------------------ | ---- | ------------------ |
| Goud   | Andrej Krawtsjanka | BLR  | 2567 p             |
| Zilver | Ingmar Vos         | NED  | 2411 p             |
| Zilver | Eelco Sintnicolaas | NED  | 2411 p             |

##### 110 m horden
| rang   | atleet           | land | prestatie (tijd) |
| ------ | ---------------- | ---- | ---------------- |
| Goud   | Andrew Riley     | JAM  | 13,39 s          |
| Zilver | Shane Brathwaite | BAR  | 13,50 s          |
| Brons  | Spencer Adams    | USA  | 13,57 s          |

##### Verspringen
| rang   | atleet           | land | prestatie (afstand) |
| ------ | ---------------- | ---- | ------------------- |
| Goud   | Ignisious Gaisah | NED  | 7,93 m              |
| Zilver | Damar Forbes     | JAM  | 7,80 m              |
| Brons  | Morten Jensen    | DEN  | 7,59 m              |

##### Speerwerpen
| rang   | atleet          | land | prestatie (afstand) |
| ------ | --------------- | ---- | ------------------- |
| Goud   | Roman Avramenko | UKR  | 84,23 m             |
| Zilver | Qinggang Zhao   | CHN  | 80,85 m             |
| Brons  | Ivan Zajtsev    | BLR  | 80,26 m             |

##### Kogelstoten
| rang   | atleet            | land | prestatie (afstand) |
| ------ | ----------------- | ---- | ------------------- |
| Goud   | Patrick Cronie    | NED  | 18,02 m             |
| Zilver | Jurgen Verbrugghe | BEL  | 17,42 m SB          |
| Brons  | Tom Corstjens     | NED  | 17,30 m SB          |

#### Vrouwen

##### 200 m
| rang   | atleet          | land | prestatie (tijd) |
| ------ | --------------- | ---- | ---------------- |
| Goud   | Aleen Bailey    | JAM  | 23,25 s          |
| Zilver | Olivia Borlée   | BEL  | 23,37 s          |
| Brons  | Justien Grillet | BEL  | 23,85 s PB       |

##### 800 m
| rang   | atleet             | land | prestatie (tijd) |
| ------ | ------------------ | ---- | ---------------- |
| Goud   | Sifan Hassan       | NED  | 2.00,86 PB       |
| Zilver | Ajee' Wilson       | USA  | 2.02,24          |
| Brons  | Kelly Hetherington | AUS  | 2.02,54          |

##### 1500 m
| rang   | atleet          | land | prestatie (tijd) |
| ------ | --------------- | ---- | ---------------- |
| Goud   | Meraf Bahta     | ERI  | 4.05,11 NR       |
| Zilver | Axumawit Embaye | ETH  | 4.05,16 PB       |
| Brons  | Semberi Teferi  | ETH  | 4.05,35 PB       |

##### 100 m horden
| rang   | atleet         | land | prestatie (tijd) |
| ------ | -------------- | ---- | ---------------- |
| Goud   | Kristi Castlin | USA  | 12,77 s          |
| Zilver | Yvette Lewis   | USA  | 12,96 s          |
| Brons  | Loreal Smith   | USA  | 13,01 s          |

##### 400 m horden
| rang   | atleet             | land | prestatie (tijd) |
| ------ | ------------------ | ---- | ---------------- |
| Goud   | Turquoise Thompson | USA  | 55,47 s          |
| Zilver | Cassandra Tate     | USA  | 55,71 s          |
| Brons  | Lauren Boden       | AUS  | 55,84 s          |

##### Hoogspringen
| rang  | atleet          | land | prestatie (hoogte) |
| ----- | --------------- | ---- | ------------------ |
| Goud  | Mirela Demireva | BUL  | 1,89 m             |
| Goud  | Levern Spencer  | LCA  | 1,89 m             |
| Brons | Inika Mcpherson | USA  | 1,86 m             |

##### Polsstokhoogspringen
| rang   | atleet         | land | prestatie (hoogte) |
| ------ | -------------- | ---- | ------------------ |
| Goud   | Mary Saxer     | USA  | 4,60 m             |
| Zilver | Nicole Büchler | SUI  | 4,50 m             |
| Brons  | Femke Pluim    | NED  | 4,30 m PB          |

##### Kogelstoten
| rang   | atleet             | land | prestatie (afstand) |
| ------ | ------------------ | ---- | ------------------- |
| Goud   | Josephine Terlecki | GER  | 18,22 m             |
| Zilver | Nadine Kleinert    | GER  | 17,85 m             |
| Brons  | Melissa Boekelman  | NED  | 17,06 m             |

#### Gemengd

##### Kogelstoten
| rang   | atleet                               | land    | prestatie (afstand) |
| ------ | ------------------------------------ | ------- | ------------------- |
| Goud   | Josephine Terlecki Jurgen Verbrugghe | GER BEL | 35,64 m             |
| Zilver | Melissa Boekelman Tom Corstjens      | NED     | 34,36 m SB          |
| Brons  | Nadine Kleinert Hans Van Alphen      | GER BEL | 32,63 m SB          |

## Legenda
- AR = Werelddeelrecord (Area Record)
- MR = Evenementsrecord (Meeting Record)
- SB = Beste persoonlijke seizoensprestatie (Seasonal Best)
- PB = Persoonlijk record (Personal Best)
- NR = Nationaal record (National Record)
- ER = Europees record (European Record)
- WL = 's Werelds beste seizoensprestatie (World Leading)
- WJ = Wereld juniorenrecord (World Junior Record)
- WR = Wereldrecord (World Record)

2009 ·
2010 ·
2011 ·
2012 ·
2013